# Istraživanje leka protiv kovida 19
Istraživanje leka protiv kovida 19 su antivirusni programi koji treba da u bliskoj budućnosti omoguće proizvodnju efikasnih lekova protiv koronavirusnih bolesti. Kako SZO još nije odobrila lekove za lečenje koronavirusnih infekcija kod ljudi, korejske, francuske i kineske medicinske vlasti preporučuju primenu nekih od lekova. Od kada su istraživanja mogućeg lečenja bolesti pokrenuta u januaru 2020. godine, nekoliko antivirusnih lekova je već u kliničkim ispitivanjima. Iako se očekuje da će razvoj potpuno novih lekova biti okončan do 2021. godine, nekoliko lekova, koji iako se tek testiraju, već odobreno za druge antivirusne indikacije ili su već u fazi naprednog testiranja.

## Definicija antivirusnih lekova
Antivirusni lekovi su supstance koje unete u organizam obolele osobe narušavaju sposobnost virusa da se replicira i inficira više ćelija unutar organizma pacijenta.

## Trenutno stanje terapiji kovida 19, suprotstavljeni stavovi i problemi
U ovom trenutku lekari koji se bore sa pandemijom kovida 19 koriste simptomatsku terapiju NSAIL, više eksperimentalnih lekova kao i jedan broj antivirotika koji su poznati za lečenje drugih virusnih infekcija. Međutim marta meseca 2020. u svetskoj zdravstvenoj javnosti, na osnovu nekih izveštaja pre svega iz Francuske i Velike Britanije, postavljeno je pitanje da li bi zaista bilo neophodno u potpunosti suzbijati koronavirusom izazvanu inflamaciju primenom lekova za suzbijanje zapaljenje na prvom mestu nesteroidnim antiinflamatornim lekovima kao što je aspirin, diklofenak ili ibuprofen, jer je jasno da je ta inflamacija odbrambeni mehanizam, i kao takva korsna.
Da bi neki lek za koronavirusnu bolest bio registrovan za upotrebu on mora proći kroz randomizovano kontrolisano ispitivanje radi testiranja njegovog dejstva i bezbednosti. Proces razvijanja i testiranja lekova ili vakcine protiv novog patogena obično traje mnogo godina i često je prepuno zamkama i propustima. Čak da se to radi i ubrzanim tempom koji danas omogućavaju nove tehnologije, najranije vreme za koje se naučnici nadaju da će moći da započnu ispitivanja na ljudima npr. nove koronavirusne vakcine je od juna 2020. godine.

## Proces
Razvoj lekova je postupak  uvođenja u terapiju nove vakcine za zarazne bolesti ili terapijskog leka  nakon što se njegovo jedinjenje identifikuje kroz složen proces otkrivanja lekova.  Ovaj proces obuhvata laboratorijska istraživanja mikroorganizama i životinja, podnošenje zahteva za regulatorni status, na primer putem FDA, za ispitivanje novog leka za pokretanje kliničkih ispitivanja na ljudima, a može uključivati i korak dobijanja regulatornog odobrenja sa novom aplikacijom leka za plasiranje leka na tržište. 
Čitav proces traje - od koncepta preko pretkliničkog ispitivanja u laboratoriji do razvoja kliničkih ispitivanja, uključujući ispitivanja u fazama I – III - do konačnog odobrene vakcine ili leka i obično traje više od jedne decenije. 

## Istorija istraživanja
Od januara 2020. godine, kada se pojavila epidemija koronavirusne bolesti u Kini, širom sveta započeta su ispitivanja mnogih antivirusnih lekova protiv kovida 19, uključujući oseltamivir, lopinavir  (ritonavir, ganciklovir, favipiravir, baloksavir, umifenovir i interferon alfa. I pored toga trenutno nema validnih studija potkrepljenih pouzdanim podatacima koji bi podržali zvaničnu upotrebu navedenih lekova.
Prema izjavi Šefa SZO Tedros Adanom Gebrejesus-a  medicinski stručnjaci širom sveta, zajedničkim naporima počeli su da sistematski evaluiraju eksperimentalno lečenje bolesti izazvane virusom korona, i o njima rekao...
| „ | ...da pojedinačna mala istraživanja sa različitim metodama lečenja možda neće rezultovati jasnim i dovoljno konkretnim dokazima o pravom pravcu kojim treba ići da bi se spasavali životi...i da zato SZO sa svojim partnerima organizuje veliku studiju širom sveta da bi uporedila dosadašnja iskustva. | ” |

## Lekovi u istraživanju
Od početka pandemije korišćeni su mnogi lekovi i primenjivane različite terapije na pacijentima koji su oboleli od kovida 19. Prema mišljenju SZO lekari koji traže nove načine lečenja pacijenata zaraženih novim koronavirusom verovatno će prvo pokušati sa antivirusnim lekovima licenciranim za upotrebu protiv drugih virusnih infekcija da vide mogu li im oni pomoći, a potom i potencijalnim novim antivirusnim lekovima koji su još u razvoju, od kojih će neki biti prikazani u nastavku stranice.
Postignuti su određeni rezultati u lečenju pacijenata, koji možda počinju da doprinose padu broja preminulih u bolnicama, ali i dalje smo daleko od leka koji će izlečiti kovid 19 u potpunosti, Ovo su neki od lakova koji zasad najviše obećavaju.

### Lopinavir
Korejske zdravstvene vlasti za lečenje preporučuju lopinavir (ritonavir ili hlorokvin), a kineske smernice za lečenje objavljene u 7. izdanju, uključuju pored lopinavira i interferon, ritonavir, ribavirin, hidroksihlorokin i/ili umifenovir..
Hidroksihlorokin
Pošavši od dokaza da remdesivir i hidroksihlorokin efikasno inhibiraju koronavirus in vitro, remdesivir se pručava u SAD-u i Kini. Preliminarni rezultati multicentričnog ispitivanja, objavljeni na konferenciji za štampu i opisani od strane Gaoa, Tian-a i Iang-a, sugerisali su da je hidroksihlorokin efikasan i siguran u lečenju upale pluća povezane sa kovidom 19, jer poboljšavaju nalaze nakon snimanja pluća, promovišu virusne negativne konverzije i skraćuju tok bolesti.
Savetnik francuske vlade za kovid 19, profesor Didier Raoult, 16. marta 2020. godine, objavio je da je ispitivanje u kome su učestvovala 24 pacijenta sa jugoistoka Francuske pokazalo da je hidroksihlorokvin (HCQ), poznat i pod brendom Plakuenil, efikasan lek protiv kovida 19 (nakon primene 600 mg hidroksihlorokvina (robna marka Plakuenil) dnevno u toku 10 dana), jer je dovodio do brzog i efikasnog ubrzavanja procesa ozdravljenja i naglog skraćenja vremena u kome su bolesnici bili zarazni. Iako hidroksihlorokin ima dugu bezbednosnu evidenciju, pacijenti u ovim istraživanjima su pažljivo nadgledani zbog interakcije lekova i potencijalnih ozbiljnih nuspojava. Profesor Raoult je tim povodom rekao: 
| „ | Uključili smo sve koji su se složili (da se leče), što je bio gotovo svako. Dva grada u protokolu, Nica i Avinjon, pružila su nam (zaražene) pacijente koji još nisu primljeni na lečenje ... Uspeli smo da utvrdimo da su pacijenti koji nisu primali Plakuenil (lek koji sadrži hidroksihlorokin) bili zarazni i posle šest dana, dok su od onih koji su primili Plakuenil, nakon šest dana, bili samo u 25% slučajeva još zarazni. | ” |

U Australiji, direktor Centra za klinička istraživanja Univerziteta u Kueenslandu, profesor David Paterson, objavio je nameru da sprovede veliko kliničko ispitivanje efikasnosti hidroksihlorokin i lopinavira/ritonavira kao lekova protiv kovida 19 U ispitivanju bi se uporedio jedan lek sa drugim lekom i kombinacija primene dva leka. Profesor Paterson se nada da će započeti odabir pacijenata do kraja marta 2020.
Potencijal hidroksihlorokina kao leka protiv kovida 19 takođe je na Tviteru prikazao istaknuti pronalazač i biznismen Elon Musk, pozivajući se na članak koji su američki istraživači objavili 13. marta 2020. i predložio njegovu upotrebu.
Najznačajniji faktori rizika za nastajanje toksičnosti nakon primene hidroksihlorokina vazani su za mražnjaću oka, ako se primene visoke doze u odnosu na stvarnu telesnu težinu i trajanje upotrebe. Trenutna preporuka za lečenje hronične reumatske bolesti je maksimalna dnevna doza hidroksihlorokina od ≤ 5 mg / kg / dan . Tipična doza za upalne bolesti je 200 mg dva puta dnevno; pri ovoj dozi pacijent bi trebao težiti najmanje 176 funti da ne bi prešao preporučeni maksimum.
U pogledu trajanja lečenja, pacijenti koji nisu prekoračili maksimalnu dnevnu dozu imali su < 1% rizik od toksičnosti nakon 5 godina lečenja. Međutim, ograničene studije koje procenjuju više doze (do 20 mg / kg / dan) za nećelijske karcinome pluća i hroničnu bolest grafta prema domaćinu pokazale su povećanu učestalost retinopatije u roku od 1-2 godine, a prethodni podaci sugerišu i da je doživotna kumulativna doza od 1.000 g povećala rizik za toksičnost makule.

### Sarilumab
Farmaceutske kompanije Regeneron (Regeneron Pharmaceuticals) i Sanofi razvili su i stavili u promet sarilumab kao lek za lečenje reumatoidnog artritisa (RA)  tokom 2017. godine nakon što su za to dobili odobrenje Američke agencije za lekove FDA 22. maja 2017. i odobrenje Evropske agencije za lekove 23. juna 2017. 
Kada su februaru 2020. ove dve kompanije najavile partnerstvo sa američkim Ministarstvom zdravlja i ljudskih usluga u razvoju lečenja koronavirusa, izjavile su da će istraživanja usredsrediti na proučavanju monoklonalnih antitiela.
Potom su Sanofi i Regeneron objavili 17. marta 2020. godine da započinju testiranje Sarilumaba (Kavzara®) kao leka za lečenje bolesti izazvane koronavirusom. Kompanije predviđaju da će u toku ispitivanje testirati lek kod oko 400 pacijenata obolelih od kovida 19, i tek nakon toga potvrditi ili osporiti njegovu efikasnost.

### Arbidol  i  darunavir
Tokom februara 2020. godine, kineska novina Changjiang Daily, izvestile su da je tim istraživača predvođen profesorom sa univerziteta Zhejiang Li Lanjuanom otkrio da lekovi abidol i darunavir - drugo ime Prezista (lekovi protiv HIV-a) - mogu inhibirati koronavirus in vitro u eksperimentalnim ćelijama. 
Kao odgovor na izvještaj iz Kine da lek Prezista može inhibirati koronavirus, osoblje  kompanije Reuters Staff (Reuters) - Johnson & Johnson izjavilo je 16. 3. 2020. da nema dokaza da lek protiv HIV-a, Prezista, ima ikakvog učinka na koronavirus. Kompanija je navela da je svesna da se terapija HIV-a razmatra kao opcija i za lečenje pacijenata s dijagnozom kovid-19, uzrokovane koronavirusom SARS-CoV-2, međutim da se ta terapija za sada zasniva na neobjavljenim kliničkim podacima u lečenju pacijenata zaraženih SARS-CoV-1, virusom sličnom novom koronavirusu.

### Tocilizumab
Na principu antiinflamatornih lečenja, čija se delotvornost i dalje testira., Koronavirus napada imuni sistem, što dovodi do zapaljenja. Tocilizumab, antitelo koje se inače koristi u lečenju reumatoidnog artritisa, daje se obolelima od kovida kako bi blokirao protein IL-6 koji izaziva zapaljenje.
Pacijenti su lek dobijali u Italiji u martu i činilo se da pokazuje rezultate i da su oboleli imali manju mogućnost da završe na respiratoru ili preminu. Međutim, u pitanju je bila istraživačka studija, a ne proba na nasumično odabranim pacijentima, pa se ne može oceniti ishod lečenja između lečenja ljudi koji su lečeni ovom terapijom i onih koji nisu. Univerzitet Oksford istražuje i ovaj tip terapije.

### Favipiravir
Na osnovu rezultata kliničkih ispitivanja koja je sprovela  kineska medicinska služba sa pacijentima u Vuhanu i Šendženu provela sa obolelim pacijentima, pokazala su da je lek namenjen za lečenje gripe japanske proizvodnje favipiravir (poznat i kao Avigan) efikasan u smanjenju trajanja kovida 19 i da je kod pacijenata poboljšao plućnu funkciju. U istraživanjima je učestvovalo ukupno 340 pacijenata, a pošto je lek već razvijen i odobren za upotrebu u lečenju gripe, on ima „visok stepen sigurnosti", i kao takav je bezbedan za upotrebu.
Testovi su pokazali smanjenje razdoblja u kojem su pacijenti pozitivno reagovali na novi koronavirus, i umesto za 11 dana oni su za samo četiri. Naime oko 91% pacijenata lečenih favipiravirom, pokazalo poboljšanje stanja na plućima.
Kineske studije nisu jedini pokušaj ispitivanja efikasnosti favipiravir u lečenju kovida 19 - jer i japanski lekari sprovode nezavisne studije. Izvor japanskog ministarstva zdravlja rekao je japanskom listu Manichi Shimbun da je lek do sada primenjen ko oko 70 do 80 ljudi, ali rani rezultati sugerišu da nije efikasan u lečenju osoba s težim simptomima kod kojih se virus već umnožio u većem obimu.
Ipak, tretman koji je efikasan u smanjenju trajanja prisutnosti virusa čak i u blažim slučajevima i u smanjenju uticaja na smanjenje simptoma kod bolesnike, bio bi od velike koristi u tekućoj borbi protiv koronavirusa. 
Svako odobrenje za masovnu upotrebu favipiravira bi, naravno, zahtevalo dalje kliničko testiranje, nakon čega bi usledilo odobrenje ovog leka za širu uporabe od strane nadležnog tela koje reguliše medicinski tretman u svojoj zemlji.

### Deksametazon
Deksametazon je  steroid koji  je  patentiran i koristi se uspešno više od  60 godina. Ovaj  jeftin lek koji postoji u zalihama širom sveta pokazao je da može spasi živote obolelih od kovida 19. Niska doza deksametazona je pomogla jednom od osam pacijenata koji su se nalazili na respiratorima tokom istraživanja oporavka od kovida koje je sproveo Univerzitet Oksford.
Nakon rezultati istraživanja objavljenog sredinom juna 2020. godine,ovaj steroid se sada koristi kao standardno lečenje pacijenata koji su u kritičnom stanju. Podaci su pouzdani, pošto su dobijeni u najvećem istraživanem oporavka od kovida 19 na svetu, kojim su obuhvaćene gotovo sve bolnice u Velikoj Britaniji.

### Tablete za kontrolu krvnog pritiska
Naučnici smatraju da bi ljudima koji koriste lekove za krvni pritisak bilo dobro savetovati da ih i dalje koriste. Na Univerzitetu Ist Anglija je otkriveno da je rizik od ozbiljnog stanja ili smrti od kovida 19 kod ljudi sa visokim krvnim pritiskom znatno niži ukoliko su koristili inhibitore za angiotenzin konvertujući enzim ili blokatore angiotenzinskih receptora.
Međutim, to ne znači da će ti lekovi biti od pomoći ljudima koji su zaraženi koronavirusom, a ne pate od visokog krvnog pritiska.

### Inhalacija leka interferon beta
Mala studija koju su sproveli naučnici Univerziteta Sauthempton pokazuje da inhalator koji sadrži lek interferon beta, korišćen u lečenju multiple skleroze, može biti efikasan kod kovida 19.
Istraživanje je obuhvatilo 101 pacijenta u devet bolnica. Oni koji su koristili lek su ranije napustili bolnicu i brže se oporavljali, ali podaci istraživanja nisu u postupnosti objavljeni, što ukazuje na oprez i dalja istraživanja ovog  leke.
Profesor epidemiologije na Univerzitetu Oksford i jedan od naučnika koji predvode istraživanje oporavka od kovida Martin Landrej rekao je da je velika razlika između ranih rezultata koji ohrabruju i dokaza koji menjaju način lečenja u bolnicama.

### Krvna plazma oporavljenih pacijenata
Antitela na kovid 19 nalaze se u krvnoj plazmi pacijenata koji su se izborili sa bolešću koja je pogodila ceo svet. Predsednik SAD Donald Tramp je odobrio lečenje pacijenata krvnom plazmom u SAD, uz tvrdnju da može da spreči 35%  smrtnih slučajeva.
Uprkos tome što se krvna plazma koristi u lečenju drugih bolesti, većina stručnjaka navodi da još nema dovoljno dokaza dobijenih iz istraživanja koliko dobro deluje i kao i to na kojim pacijentima bi mogla da se primeni uspešno.

## Napomene
1. ↑  Posle šest dana, 70% pacijenata koji su dobijali HCQ su izlečeni, u smislu da više nije bilo moguće detektovati kod njih kovid 19. U istom vremenu se izlečilo 12,5% pacijenata iz kontrolne grupe. Svih šest pacijenata – težih slučajeva – koji su uz HCQ dobijali azithromycin, izlečeni su od COVID-19 virusa.

## Literatura
- Grasselli G Zangrillo A Zanella A;  . (2020). „Baseline characteristics and outcomes of 1591 patients infected with SARS-CoV-2 admitted to ICUs of the Lombardy region, Italy”. JAMA. 323: 1574—1581.
- Cavalli G De Luca G Campochiaro C et al. Interleukin-1 blockade with high-dose anakinra in patients with COVID-19, acute respiratory distress syndrome, and hyperinflammation: a retrospective cohort study. Lancet Rheumatol. 2020; 2: e325-e331
- Shang L Zhao J Hu Y Du R Cao B On the use of corticosteroids for 2019-nCoV pneumonia. Lancet. 195: 683—684. 2020. Недостаје или је празан параметар |title= (помоћ)

## Spoljašnje veze
|  | Molimo Vas, obratite pažnju na važno upozorenje u vezi sa temama iz oblasti medicine (zdravlja). |